# Dermatite numular

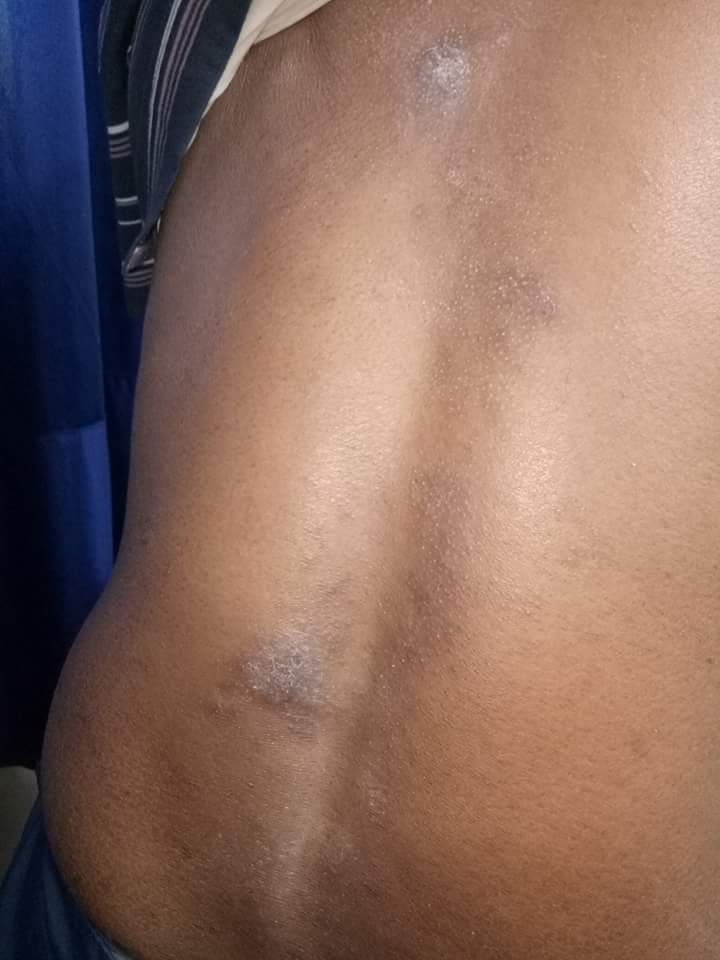
A dermatite numular é mais escura na pele negra.

Dermatite numular ou Eczema discoide (do latim nummus, moeda) é uma dermatite (inflamação da pele) caracterizada por lesões redondas ou ovais, eritematosas (avermelhadas), bem definidas e frequentemente pruriginosas (com coceira). Pode durar semanas ou meses. 

## Causas
Muitas vezes é uma dermatite de contato, causada por uma substância irritante ou alérgica. As pessoas com eczema numular geralmente têm um histórico pessoal ou familiar de alergias, asma ou dermatite atópica. Contato com níquel, cobalto ou cromo são possíveis causas dessa reação da pele.
A pele seca é um importante fator de risco. Fatores de risco:
- Clima frio e seco;
- Pele seca ou lesionada;
- Problemas de circulação;
- Predisposição a alergias (atopia);
- Ter outras dermatites;
- Passar sabão perfumado, cobrir a pele com metal, contato com produtos de limpeza;
- Medicações que causam pele seca (xerose).

Nos homens é mais comum em maiores de 50 anos e nas mulheres na idade adulta. Afeta mais homens e é raro em crianças.

## Diagnóstico
Feita no exame físico, por dermatologistas ou alergistas. Normalmente não precisa de biópsia. Diagnósticos diferenciais incluem celulite infecciosa, micose superficial e parasitas cutâneos.

## Tratamento
Manter a pele bem hidratada, pode ser tratada com cremes com corticoides ou anti-histamínicos. Pode-se cobrir a parte afetada para proteger de irritantes. É útil investigar as alergias com um teste para evitar novas dermatites. Luz ultravioleta também pode ser útil para tratar a coceira.